# Paul Kahle
Paul Ernst Kahle (Hohenstein, 21 gennaio 1875 – Düsseldorf, 24 settembre 1964) è stato un orientalista e islamista tedesco.
Nato nella Prussia orientale, Kahle studiò Teologia e Orientalistica a Marburgo. Conseguì la laurea nel in 1898 e divenne Pastore luterano. Studiò Filologia semitica al Cairo tra il 1908 e il 1918. In quest'anno divenne subito professore ordinario nella Gießen Universität, occupando la cattedra che era stata precedentemente di Friedrich Schwally. Nel 1923 si trasferì alla Università di Bonn, dove dette grande sviluppo agli studi orientalistici, aggiungendo al curriculum esistente anche Lingua cinese e Lingua giapponese.
Kahle emigrò quindi nel 1939 in Inghilterra, nella prestigiosa Università di Oxford, dopo aver lasciato il suo posto a Bonn essenzialmente perché un suo Assistente, Yechiel Yaakov Weinberg, era un Rabbino polacco. A Oxford ottenne due Dottorati e durante quel periodo soffrì la straziante tragedia della morte del figlio.
Kahle tornò in Germania dopo la Seconda guerra mondiale e qui proseguì i propri studi e le proprie ricerche come Professor Emeritus. La sua ben meritata fama accademica è dovuta al fatto di essere stato uno dei curatori della Bibbia ebraica.
Parte della sua opera è pubblicata nel libro What the Koran Really Says: Language, Text, and Commentary (Prometheus Books, 2002, ISBN 1-57392-945-X), edito da Ibn Warraq.
Il Catalogo del suo immenso e ricchissimo Fondo archivistico, avventurosamente giunto a Torino, è stato pubblicato (a cura di Roberto Tottoli e di Michele Bernardini) nella Series Catalogorum dell'Istituto per l'Oriente Carlo Alfonso Nallino di Roma, grazie al finanziamento della Regione Piemonte e al contributo per la stampa della Fondazione van Berchem di Ginevra.

## Opere
- La Geniza del Cairo (Schweich Lectures per il 1941).
- "The Arabic Readers of the Koran", in Journal of Near Easter Studies 8.2 (1949), p. 65.
- Bala'izah, Coptic Texts from Deir el-Bala'izah in Upper Egypt, Londra, Oxford University Press. 1954.
- "A Gypsy Woman of Egypt in the Thirteenth-Century AD", in Journal of the Gypsy Lore Society 29 (1959), pp. 11-15. .